# Lynn Simpson
Lynn Susan Simpson (Scarborough, 16 de febrero de 1971) es una deportista británica que compitió en piragüismo en la modalidad de eslalon. Ganó cuatro medallas en el Campeonato Mundial de Piragüismo en Eslalon entre los años 1993 y 1997.

## Palmarés internacional
| Campeonato Mundial | Campeonato Mundial       | Campeonato Mundial | Campeonato Mundial |
| Año                | Lugar                    | Medalla            | Competición        |
| ------------------ | ------------------------ | ------------------ | ------------------ |
| 1993               | Mezzana (Italia)         | Medalla de bronce  | K1 por equipos     |
| 1995               | Nottingham (Reino Unido) | Medalla de oro     | K1 individual      |
| 1995               | Nottingham (Reino Unido) | Medalla de plata   | K1 por equipos     |
| 1997               | Três Coroas (Brasil)     | Medalla de bronce  | K1 por equipos     |